# Meet Me on Broadway
Pour plus de détails, voir Fiche technique et Distribution.
Meet Me on Broadway est un film américain réalisé par Leigh Jason, sorti en 1946.

## Synopsis
Un metteur en scène de Broadway se heurte une fois de trop à son producteur, quitte la série et emmène avec lui sa petite amie, qui est l'actrice principale. Il pense pouvoir s'établir à son compte avec plus de succès, mais se retrouve bientôt en proie à de graves difficultés financières. Il parvient à obtenir une réservation dans un country club, mais n'obtient les faveurs de sa petite amie réticente qu'en la convainquant qu'il en a été nommé directeur.

## Fiche technique
- Titre : Meet Me on Broadway
- Réalisation : Leigh Jason
- Assistant-réalisateur : James Nicholson, Willard M. Reineck
- Scénario : George Bricker, Jack Henley
- Photographie : Burnett Guffey
- Cadreur : Jack Anderson
- Montage : James Sweeney
- Musique : George Duning
- Directeur musical : Morris Stoloff
- Chorégraphe : Jack Cole
- Direction artistique : Stephen Goosson, Walter Holscher (en)
- Décors : Milton Stumph
- Costumes : Jean Louis
- Son : Jack A. Goodrich
- Producteur : Burt Kelly
- Société de production : Columbia Pictures
- Société(s) de distribution : Columbia Pictures
- Pays de production :  États-Unis
- Langue : anglais américain
- Format : Noir et blanc — 35 mm — 1,37:1 — Son : Mono (Western Electric Mirrophonic Recording)
- Genre : Comédie, Film musical
- Durée : 78 minutes (1 h 18)
- Dates de sortie : 
  - États-Unis : 26 janvier 1946
  - Mexique : 15 août 1947
  - Portugal : 20 novembre 1948

## Distribution
- Marjorie Reynolds : Ann Stallings
- Frederick Brady : A. Edward 'Eddie' Dolan
- Jinx Falkenburg (en) : Maxine Whittaker
- Spring Byington : Sylvia Kane Storm
- Allen Jenkins : 	Deacon McGill
- Gene Lockhart : John Whittaker
- Loren Tindall : Bob Storm
- Eddie Acuff (en) : un serveur (non crédité)
- Rod Alexander : un danseur (non crédité)
- Brooks Benedict : l'Extra dans les coulisses (uncredited)
- Anita Berber : un danseur (non crédité)
- Kernan Cripps : le jardinier (non crédité)
- Frank Dawson : Belden, le majordome (non crédité)
- Jay Eaton : un homme dans le public (non crédité)
- Franklyn Farnum : un homme dans le public (non crédité)
- William Forrest : Dwight Ferris (non crédité)
- Buddy Gorman : un caddy (non crédité)
- Ernest Hilliard : le nouveau membre du club (non crédité)
- Hugh Hooker : le groom (non crédité)
- Fred Howard : un membre du club (non crédité)
- Charles Jordan : William, le barman du Country Club (non crédité)
- Teddy Mangean : un caddy (non crédité)
- Charles Marsh : un membre du club (non crédité)
- Isabel O'Madigan : Emily, la servante de Sylvia (non crédité)
- Gloria Patrice : un danseur (non crédité)
- Ralph Peters : Joe, the Bartender (non crédité)
- Jack Rice : Grannis (non crédité)
- Alex Romero : un danseur (non crédité)
- Jeffrey Sayre : l'homme à table dans un numéro de boîte de nuit (non crédité)
- Robert B. Williams : l'assistant de Ferris (non crédité)